# 547 Praxedis
547 Praxedis eller 1904 PB är en asteroid i huvudbältet, som upptäcktes 14 oktober 1904 av den tyske astronomen Paul Götz i Heidelberg. Den är uppkallad efter en karaktär i Ekkehard av Joseph Victor von Scheffel.
Asteroiden har en diameter på ungefär 52 kilometer och den tillhör asteroidgruppen Postrema.